# Basseterre
Basseterre je mestece na otoku Sveti Krištof (Saint Kitts) v vzhodnih Karibih in glavno mesto federacije Sveti Krištof in Nevis, ki jo sestavlja še manjši otok Nevis. S približno 13.000 prebivalci (po oceni 2013) je največje naselje v državi in njeno gospodarsko središče z glavnim pristaniščem. Poleg trgovine sta pomembnejši gospodarski dejavnosti še mednarodno bančništvo in turizem. Zgodovinsko je mesto znano tudi po večstoletni kolonialni tradiciji proizvodnje sladkorja iz sladkornega trsa, ki so ga pridelovali na plantažah na otoku, a je ta panoga zaradi nižanja cen sladkorja na svetovnem trgu leta 2005 dokončno propadla.
V središču mesta je Trg neodvisnosti, ki ga obkrožajo katoliška stolnica brezmadežnega spočetja, sodna palača in druge javne zgradbe. V bližini je The Circus z Berkeleyjevim spomenikom, krožišče, ki posnema londonski Piccadilly Circus. V bližini je tudi športni kompleks Warner Park, ki je leta 2007 gostil svetovno prvenstvo v kriketu. Podobno kot v preostanku države je večina prebivalcev črncev, potomcev afriških sužnjev, uvoženih v preteklih stoletjih za obdelovanje plantaž sladkornega trsa.

## Zgodovina
Naselje, ki so ga leta 1627 ustanovili francoski kolonisti, je sčasoma postalo najpomembnejše pristanišče v tem delu Zahodne Indije ter administrativno središče francoskih posesti. Francozi so v 18. stoletju ozemlja prepustili Britancem, ki so Basseterre leta 1727 določili za glavno mesto otoka. Naselje je leta 1867 uničil požar, nakar je bilo ponovno zgrajeno. Poleg tega so ga skozi zgodovino večkrat opustošili hurikani in potresi.

## Mednarodne povezave
Basseterre ima uradne povezave (pobratena/sestrska mesta oz. mesta-dvojčki) z naslednjimi kraji po svetu:
- Praia, Zelenortski otoki
- Silivri, Turčija